# حمزه محمد
حمزه محمد (انگلیسی: Hamza Mohammed؛ زادهٔ ۵ نوامبر ۱۹۸۰) بازیکن فوتبال اهل غنا بود.
وی همچنین در تیم‌های ملی فوتبال زیر ۲۰ سال غنا و غنا بازی کرده است.